# Trần Sư Hiền
Trần Sư Hiền (Chữ Nho: 陳師賢; ? – ?), là một tông thất hoàng gia Đại Việt thời nhà Trần trong lịch sử Việt Nam.

## Cuộc đời
Không rõ thân thế của Trần Sư Hiền. Dựa trên tước phong Cung Chính vương của ông, thì có khả năng ông là con trai của vua Trần Minh Tông, do các Hoàng tử của Minh Tông đều mang tước vương có chữ Cung (恭).
Mùa xuân, tháng 2 (âl) năm Ất Hợi (1395), trong đám tang của Thượng hoàng Nghệ Tông, Phủ quân ti Trần Nguyên Uyên cùng con trai thứ của Trần Sư Hiền là Trần Nguyên Dận bàn về Trần Nhật Chương (người từng mưu sát quyền thần Lê Quý Ly vào năm 1392). Lê Quý Ly phát hiện Trần Nguyên Uyên mưu hại mình, liền giết hại Nguyên Uyên, Nguyên Dận cùng sĩ nhân Nguyễn Phù. Cung Chính vương Sư Hiền phải giả điếc mới thoát chết.
Tháng 2 (âl) năm Canh Thìn (1400), Hồ Quý Ly (Lê Quý Ly) cướp ngôi nhà Trần, lập ra nhà Hồ. Trần Sư Hiền không còn giữ tước vương, làm quan cho nhà Hồ đến chức Trung thư lệnh.
Tháng 2 (âl) năm Đinh Hợi (1407), quân đội nhà Hồ liên tiếp thất bại trước quân Minh. Thượng hoàng Hồ Quý Ly cùng vua Hồ Hán Thương bỏ chạy vào Tây Đô. Trung thư lệnh Trần Sư Hiền cùng công chúa Thiên Gia ngược dòng sông Cái đầu hàng quân Minh.
Không rõ kết cục của Trần Sư Hiền.